# پریش کلیبورن (لوئیزیانا)
شهرستان کالیبورن، لوئیزیانا (به انگلیسی: Claiborne Parish, Louisiana) یک سکونتگاه مسکونی در ایالات متحده آمریکا است که در لوئیزیانا واقع شده‌است.

## خصوصیات
شهرستان کالیبورن ۱٬۹۸۸ کیلومترمربع مساحت دارد.